# السهلية
السهلية قرية سوريّة تتبع إداريّاً لمحافظة حلب منطقة عفرين ناحية شيخ الحديد، بلغ تعداد سكانها 411 نسمة حسب التعداد السكاني لعام 2004.